# Kobresia esenbeckii
Kobresia esenbeckii är en halvgräsart som först beskrevs av Carl Sigismund Kunth, och fick sitt nu gällande namn av Henry John Noltie. Kobresia esenbeckii ingår i släktet sävstarrar, och familjen halvgräs. Inga underarter finns listade i Catalogue of Life.